# 瓦迪斯瓦夫·哥穆尔卡
瓦迪斯瓦夫·哥穆尔卡（波蘭語：Władysław Gomułka；1905年2月6日—1982年9月1日），波兰政治人物，1945年至1948年任波兰工人党（波兰统一工人党前身之一）总书记。后因被指责有反苏倾向而被撤职。1956年波兹南事件后，哥穆尔卡于波兰十月事件中出任波兰统一工人党第一书记。

## 执政举措
哥穆尔卡执政可以分为两个阶段：
1956年至1964年：當政之初，限制祕密警察、放寬言論自由、推行黨內民主頗受好評。
1964年至1970年：1963年蘇聯尼基塔·赫鲁晓夫下台後，哥穆爾卡失去靠山，也擔心改革使自己失去權力，開始開倒車。1968年，布拉格之春衝擊波蘭，哥穆爾卡全面配合莫斯科的強硬路線，回歸專制。1969年，西德總理维利·勃兰特华沙之跪，西德、波蘭關係正常化，簽訂華沙條約，確定兩國的邊界。1970年因经济政策失误而被轰下台。